# Alegría
Alegría (španělsky radost, oslava) je kočující show moderního cirkusu Cirque du Soleil.
Alegría je jedna z nejpopulárnějších cestujících show Cirque du Soleil, uvedená roku 1993. Vypráví o naději a vytrvalosti. Hlavní téma Alegríe je zneužití moci, ať už králi, tyrany či diktátory. Show má za cíl inspirovat diváky, aby se snažili být lepšími jednotlivci a zároveň pracovali společně ku prospěchu všech. Dává nahlédnout do hrůz minulosti i velkých možností budoucnosti. Především však ukazuje podivuhodné akrobatické výkony a možnosti lidského těla.
Show je doprovázena původní živě hranou hudbou a vystupují v ní pouze lidé. Základní linie představení zůstává stejná, jednotliví účinkující a konkrétní složení scén se však často obměňuje.